# Michael Jackson (écrivain)
Pour les articles homonymes, voir Jackson et Michael Jackson (homonymie).
Michael Jackson né le 27 mars 1942 à Wetherby (Angleterre) et mort le 30 août 2007, est un écrivain britannique, auteur de plusieurs livres sur la bière et le whisky.

## Biographie
Il se fait connaître en Amérique du Nord par son show télévisé intitulé The Beer Hunter. Son livre The World Guide to Beer, publié en 1977, a été traduit dans de nombreuses langues. Parmi les sept livres qu'il a écrit sur la bière, Les Grandes Bières de Belgique est le seul consacré à un seul pays. En 1997, il a été le premier non brasseur à devenir membre de la Confédération belge des brasseurs.